# Croix-calvaire de Lasson
La croix-calvaire de Lasson est une croix située à Lasson, en France.

## Localisation
La croix est située dans le département français de l'Yonne, sur la commune de Lasson.

## Historique
L'édifice est classé au titre des monuments historiques en 1938.